# Johann Philipp Romanus
Johann Philipp Romanus (* 1612 in Naumburg (Saale); † 1684 in Zwickau) war ein deutscher Jurist und leitender kursächsischer Beamter. Er war Oberamtmann der Ämter Zwickau und Werdau.

## Leben
Romanus trat in den Dienst der kursächsischen Wettiner und wurde deren Oberamtmann mit Sitz in Zwickau. Verheiratet war er mit Christiane Agner (1624–1680) aus Pegau, die vier Jahre vor ihm starb.